# Belizefloden
Belize-floden er en 290 km lang flod i Belize som afvander mere end en fjerdedel af landet. Den snor sig langs den nordlige kant af Maya bjergene tværs over det centrale af landet og løber ud i havet nær Belize City. Floden kendes også som den gamle flod. Den er navigerbar op til grænsen mod Guatemala og var hovedfærdselslininen for handel og transport mellem kysten og det centrale af landet et godt stykke op i det 20. århundrede.
Belize-floden begynder hvor Mopan floden og Macal floden mødes i Guatemala. Den flyder gennem Belize flodens floddal som primært består af tropisk regnskov. Floden bruges stadig til transport af tømmer, især mahogni.
17°10′42″N 89°04′49″V / 17.17841°N 89.08016°V